# Андали
Андали (итал. Andali) — коммуна в Италии, располагается в регионе Калабрия, в провинции Катандзаро.
Население составляет 954 человека (2008 г.), плотность населения составляет 56 чел./км². Занимает площадь 17 км². Почтовый индекс — 88050. Телефонный код — 0961.
Покровительницей коммуны почитается Пресвятая Богородица (Дева Мария Розария), празднование 7 октября.

## Демография
Динамика населения:

## Администрация коммуны
- Официальный сайт: http://www.comunediandali.it/